# Kielua
Kielua är en sjö i kommunen Kuopio i landskapet Norra Savolax i Finland. Sjön ligger 98,7 meter över havet. Den är 12 meter djup. Arean är 58 hektar och strandlinjen är 9,69 kilometer lång. Sjön  ingår i Vuoksens huvudavrinningsområde.   Den ligger omkring 22 kilometer sydöst om Kuopio och omkring 320 kilometer nordöst om Helsingfors. 
Kielua ligger söder om Hepojärvi. 